# 浪漫飛行
「浪漫飛行」（ろまんひこう）は、1990年4月8日に発売された米米CLUBの楽曲で10作目のシングル。発売元はCBS/SONY。シングルはジャケット写真とカップリング曲の異なる「東日本版」「西日本版」の2種類をその名の通り地方別でリリースされた。

## 概要
1987年に発売された3枚目のアルバム『KOMEGUNY』の3曲目に収録されていた楽曲。表記はないが、ギタリストのCharも参加している。サビ後のWow WowのフレーズはCharにより生まれた。

## 音楽性
シングルとアルバムでは若干アレンジが異なり、アルバムでは前曲の「sûre danse」とクロスフェードしている（2015年発売のリマスター盤を除く。こちらのバージョンではトラックの分割位置が微妙にずらされ前曲の終りがカットされており、曲間が設定されている）。
楽曲は制作当時から「航空会社のCMソングとしてオファーが来ないか」と狙って作った。発売から3年後、1990年JALの沖縄旅行「JAL STORY 夏離宮キャンペーン」のCMソングに起用された（本人出演）。それがきっかけで初出から実に3年越しのシングル化となった。
レコーディングはドラムパートを除いてほぼ石井とプロデューサーの中崎英也だけで行われた。なおヴォーカル・パートはコーラスも含め石井がすべてを一人で行い、他のメンバーは参加していない。
解散期間中および再結成後を含めたメンバーの個別でのライブでは、ジェームス小野田が歌唱することもある。

## 記録
発売当時は、CDのJANコード毎に売上枚数を算出したため、オリコンでは2種類それぞれ個別にランクインする珍しい事態となり、「東日本版」はオリコン1位を獲得し、米米CLUBにとって初のシングル1位を獲得した。
累計売上は約170万枚（オリコンでは107.9万枚)。

## ミュージック・ビデオ
本楽曲はミュージック・ビデオが制作され、その一部がCM内で流されたが、MV自体には飛行機ではなく船が登場する。その船にメンバーが乗るシーンや大魔神を金色にしたような謎の物体のシーンがある。後に再結成した際にそれを見たメンバー自身も「意味不明」とするものであった。シングルジャケット写真にも、メンバーがミュージック・ビデオの衣装で登場した。
2006年9月3日放送『ウタワラ』に米米CLUBがゲストとして出演した際、この曲及び他のヒット曲数曲のPVが流れた。それを見た和田アキ子に「申し訳ないけど『バカじゃないの!?』って思った。沖縄の海であんな暑い格好（ローブのようなもの）でさ」とツッコまれ、それを受けたカールスモーキー石井が「あの撮影の後、具合が悪くなっちゃって」と苦笑しながら語った。石井はミュージック・ビデオ内で大量のアクセサリーを装着したため「金属にかぶれ」ている。
2023年6月14日からこのMVがYouTubeの公式チャンネルで公開されている。

## ヴァージョン変遷
発表10年後の1997年発売のベスト盤『HARVEST〜SINGLES 1992-1997』に「ACOUSTIC VERSION」で収録。
発表20年後の2007年に、ニューアレンジの擬似ライブヴァージョン「嗚呼!浪漫飛行」がシングル「WE ARE MUSIC!」に収録。更に同年発売のアルバム『komedia.jp』には更にアレンジが異なる「浪漫飛行’07」を収録。

## 収録曲
- 全作詞・作曲：米米CLUB

### 東日本版
1. 浪漫飛行
  - 編曲：中崎英也 & 米米CLUB
2. ジェットストリーム浪漫飛行
  - 編曲：青木望
イージーリスニング調にアレンジされたヴァージョン。

### 西日本版
1. 浪漫飛行
  - 編曲：中崎英也 & 米米CLUB
2. そら行け!浪漫飛行
  - 編曲：青木望
マーチングバンド調にアレンジされたヴァージョン。

## 収録アルバム
- 浪漫飛行
KOMEGUNY
DECADE (ヴァージョン無記名だが、冒頭にラジオのチューニングノイズが入っているリミックスヴァージョン)
HARVEST SINGLES 1985-1992
HARVEST SINGLES 1992-1997 (ACOUSTIC VERSION)
STAR BOX
米 〜Best of Best〜

## カバー
| アーティスト | 収録作品                                                                                    | 発売日         | 規格品番                      | 備考                                                                                                  |
| 浪漫飛行 | 浪漫飛行                                                                                    | 浪漫飛行       | 浪漫飛行                      | 浪漫飛行                                                                                              |
| --- | ------------------------------------------------------------------------------------------- | -------------- | ----------------------------- | --- |
| 緑川光 | 『片想い〜TARAKO・冬馬由美・小山裕香・菊池正美・緑川光』                                    | 1993年1月21日  | CRCP-20054                    | |
| 石井竜也 | 『nipops』                                                                                  | 2003年4月23日  | SRCL-5559                     | セルフカバー                                                                                          |
| 石井竜也 | 『super nipops』                                                                            | 2003年5月21日  | SRCL-5560/1                   | セルフカバー                                                                                          |
| 石井竜也 | 『浪漫飛行 トリビュートアルバム』                                                           | 2023年8月9日   | SRCL-12573                    | セルフカバー、本トリビュートアルバムのために新録                                                      |
| Psycho le Cému | 『浪漫飛行』                                                                                | 2003年4月23日  | CRCP-10039 (限定盤)           | |
| Psycho le Cému | 『浪漫飛行』                                                                                | 2003年5月1日   | CRCP-10040 (通常盤)           | |
| Soma | 『Knock!Knock!Knock!』                                                                      | 2007年11月14日 | VFCV-00015                    | |
| 堀内加奈子 | 『LOVERS SKA 〜Song For You〜』                                                             | 2009年12月16日 | RES-158 (初回生産限定盤)      | |
| 堀内加奈子 | 『LOVERS SKA 〜Song For You〜』                                                             | 2009年12月16日 | RES-151 (通常盤)              | |
| HALCALI | 『浪漫飛行』                                                                                | 2010年9月15日  | ESCL-3549                     | |
| デビー・ギブソン | 『MS.VOCALIST』                                                                             | 2010年11月3日  | SICP-2886                     | |
| ミゲル・ゲレイロ | 『しあわせソングス☆はじめまして、ミゲルです』                                               | 2011年11月30日 | UCCS-9032 (限定盤)            | |
| ミゲル・ゲレイロ | 『しあわせソングス☆はじめまして、ミゲルです』                                               | 2011年11月30日 | UCCS-1147 (通常盤)            | |
| サカモト教授 | 『サカモト教授の8bit ジュークボックス』                                                     | 2011年12月21日 | LACD-0226A                    | |
| 美吉田月 | 『Running Girl Music(ランニング ガール ミュージック) 〜Ska Flavor J-POPスカ・カヴァー編〜』 | 2015年3月25日  |                               | 音楽配信限定                                                                                          |
| 米倉利紀 | 『うたびと』                                                                                | 2015年8月26日  | TKCA-74244                    | |
| ひのひかり（石井マーク）、ささにしき（沢城千春）、ひとめぼれ（草摩そうすけ）、あきたこまち（小森未彩）、にこまる（玉城仁菜）                                                               | 『「ラブ米」キャラクターソングCD vol.1「米の飯より思し召し」』                              | 2017年5月24日  | RICE-0001                     | テレビアニメ『ラブ米 -WE LOVE RICE-』主題歌 「浪漫飛行〜ラブライスver.〜」として収録。                |
| ひのひかり（石井マーク）、ささにしき（沢城千春）、ひとめぼれ（草摩そうすけ）、あきたこまち（小森未彩）、にこまる（玉城仁菜）                                                               | 『「ラブ米」キャラソンCD vol.4「パンがなければお菓子を食べればいいじゃない」』              | 2017年8月9日   | RICE-0004                     | テレビアニメ『ラブ米 -WE LOVE RICE-』関連曲 「浪漫飛行〜イーストキングver〜」として収録。             |
| ひのひかり（石井マーク）、ささにしき（沢城千春）、ひとめぼれ（草摩そうすけ）、あきたこまち（小森未彩）、にこまる（玉城仁菜）、アン（榎木淳弥）、ショック（鈴木裕斗）、キャリー（大河元気） | 『「ラブ米」キャラソンCD vol.5「千石万石も米五合」』                                        | 2017年9月13日  | RICE-0005                     | テレビアニメ『ラブ米 -WE LOVE RICE-』主題歌 「浪漫飛行〜米粉パンver.〜」として収録。                  |
| オーイシマサヨシ | 『仮歌』                                                                                    | 2017年7月26日  | DDCZ-2160                     | 上記ラブライスver.の更なるカバー。 ラブライスver.の編曲をオーイシが本名の大石昌良名義で担当している。 |
| DANCE EARTH PARTY | 『Anuenue』                                                                                 | 2018年3月14日  | RZCD-86497B (CD+DVD)          | |
| DANCE EARTH PARTY | 『Anuenue』                                                                                 | 2018年3月14日  | RZCD-86498B (CD+Blu-ray Disc) | |
| DANCE EARTH PARTY | 『Anuenue』                                                                                 | 2018年3月14日  | RZCD-86499B (CD+DVD)          | |
| DANCE EARTH PARTY | 『Anuenue』                                                                                 | 2018年3月14日  | RZCD-86500 (CD)               | |
| HUiT | 『あの夏の記録』                                                                            | 2019年7月26日  | VIZL-1625 (初回限定盤)        | テレビアニメ『八月のシンデレラナイン』関連曲                                                          |
| HUiT | 『あの夏の記録』                                                                            | 2019年7月26日  | VICL-65232 (通常盤)           | テレビアニメ『八月のシンデレラナイン』関連曲                                                          |
| 遊助 | 『僕らの時代』                                                                              | 2022年9月21日  | SRCL-12234 (初回生産限定盤)   | 「浪漫飛行～君と逢えたら～」としてサンプリングカバー。                                                |
| 遊助 | 『僕らの時代』                                                                              | 2022年9月21日  | SRCL-12237 (通常盤)           | 「浪漫飛行～君と逢えたら～」としてサンプリングカバー。                                                |
| スカイピース | 『浪漫飛行 トリビュートアルバム』                                                           | 2023年8月9日   | SRCL-12573                    | |
| きいやま商店 | 『浪漫飛行 トリビュートアルバム』                                                           | 2023年8月9日   | SRCL-12573                    | 歌詞の英語部分を沖縄語に置き換え。                                                                    |
| ゴスペラーズ | 『浪漫飛行 トリビュートアルバム』                                                           | 2023年8月9日   | SRCL-12573                    | |
| 中川翔子 | 『浪漫飛行 トリビュートアルバム』                                                           | 2023年8月9日   | SRCL-12573                    | |
| レイザーラモンRG with あるあるメタルオールスターズ | 『浪漫飛行 トリビュートアルバム』                                                           | 2023年8月9日   | SRCL-12573                    | |
| 宝鐘マリン | 『浪漫飛行 トリビュートアルバム』                                                           | 2023年8月9日   | SRCL-12573                    | |
| シューク・フラッシュ! | 『浪漫飛行 トリビュートアルバム』                                                           | 2023年8月9日   | SRCL-12573                    | |
| フィロソフィーのダンス | 『浪漫飛行 トリビュートアルバム』                                                           | 2023年8月9日   | SRCL-12573                    | |

### ユニットメンバー
1. ↑  有原翼（西田望見）、東雲龍（近藤玲奈）、野崎夕姫（南早紀）、河北智恵（井上ほの花）